# Planet of the Apes: Last Frontier
Planet of the Apes: Last Frontier — компьютерная игра 2017 года по мотивам франшизы «Планета обезьян». Версия на консоли PlayStation 4 была выпущена 21 ноября 2017 года.

## Игровой процесс
Игрок управляет 14 людьми и обезъянами, которые, в зависимости от выборов игрока, могут не дожить до конца игры. В игре есть 3 основных концовки: побеждают обезьяны, побеждают люди или они приходят к миру.

## Производство
В октябре 2016 года Энди Серкис рассказал, что выход фильма «Планета обезьян: Война» будет сопровождаться видеоигрой, для которой он использовал технологию захвата движения. В августе 2017 года игра была анонсирована под названием Planet of the Apes: Last Frontier и выпущена для консолей PlayStation 4, Xbox One и PC осенью того же года. В середине сентября 2017 года было объявлено, что в игре появится многопользовательский режим.
Релиз на Xbox One и Microsoft Windows состоялся 24 августа 2018 года.

## Критика
| Сводный рейтинг | Сводный рейтинг |
| Агрегатор       | Оценка          |
| --------------- | --------------- |
| GameRankings    | 61,83 %         |

Игра получила смешанные отзывы критиков, средний балл игры на Metacritic для платформы PlayStation 4 составляет 59 из 100.